# 赤い靴のマリア
「赤い靴のマリア」（あかいくつのマリア）は、日本の音楽グループ・ザ・ワイルドワンズが1969年に発売したシングル盤レコードである。

## 解説
本曲は、ザ・ワイルドワンズの9枚目のシングル盤レコードとして発表された。
ヴォーカルを担当しているのはベースの島英二。ザ・ワイルドワンズのA面曲で島のメインはこの曲が初めてとなった。
B面の「すべてを捧げて」は、植田芳暁のソロヴォーカルによるスイート・ラブソングである。
本曲発売当時、ザ・ワイルドワンズは渡辺プロダクション所属アーティストであったため、原盤管理権は渡辺音楽出版（渡辺プロダクショングループ傘下）が所有している。

## 収録曲
1. 赤い靴のマリア（CP-1041）
作詩：山口あかり 作曲：加瀬邦彦 編曲：川口真
2. すべてを捧げて
作詩：山口あかり 作曲：加瀬邦彦 編曲：川口真